# Tour della nazionale maschile di rugby a 15 dell'Argentina 2017

## Risultati
| Arbitro: | M. v.d. Westhuizen |

|                           |      |             |
| Hughes 22’ Rokoduguni 65’ | mt   | 77’ Sánchez |
| G. Ford 65’               | tr   |             |
| G. Ford 6’, 13’, 33’      | c.p. | 9’ Boffelli |

| Arbitro: | Jaco Peyper |

|                          |      |                                        |
|                          | mt   | 26’ Cancelliere 68’ Kremer 76’ Tuculet |
|                          | tr   | 68’, 76’ Sánchez                       |
| Canna 12’, 20’, 32’, 48’ | c.p. | 11’ Hernández 45’, 53’, 59’ Sánchez    |
| Violi 56’                | drop |                                        |

| Arbitro: | Mathieu Raynal |

|                                |      |                                        |
| Stockdale 20’, 41’ Stander 62’ | mt   | 54’ Tuculet 70’ Leguizamón 80’ Montoya |
| Sexton 20’, 41’                | tr   | 54’, 80’ Sánchez                       |
| Sexton 3’, 13’, 74’            | c.p. |                                        |